# Ерімантський вепр
Ерімантский кабан — в давньогрецькій міфології величезний кабан, що жив на горі Ерімант і спустошував околиці міста Псофіса. Мікенський цар Еврісфей велів Гераклу (Геркулесу) перемогти ерімантського кабана і привести його живим, що стало його третім або четвертим подвигом.

## Походження
За те, що син Аполлона Ерімант підглядав за Афродітою коли вона купалася, богиня осліпила Еріманта. Аполлон за це помстився Афродіті, перетворився на вепра і вбив її коханого Адоніса. Гора, присвячена Артеміді, де це відбулося, була названа на честь Еріманта, але лишилася священним місцем Афродіти.

## Дорога до гори Ерімант
У дорозі до Псофісу Геракл відвідав місцевість Фолою, де вбив жорстокого розбійника Савра і зупинився у кентавра Фола, що жив у горах. Геракл нагадав, що саме там Діоніс чотири покоління тому залишив глек вина. Коли Фол, на знак шани, відкрив перед героєм глек, запах вина рознісся далеко на всю округу, і його відчули інші кентаври. Вони розлютилися, адже посудина з вином належала всім кентаврам, а не одному Фолу, і взявши довбні та сокири, увірвалися до печери, де відбувалася трапеза. Геракл відбив напад і змусив кентаврів тікати, переслідуванню їх завадила богиня хмар Нефела, наславши дощ, від якого тятива Гераклового лука ослабла, а земля перетворилася на багнюку. Однак герой все ж зумів застрелити кількох, а решта сховалися у печері свого царя Хірона, друга Геракла.
Випущена стріла випадково потрапила в коліно Хірону. Геракл витягнув її, а Хірон став готувати ліки, але стріла була змащена отрутою гідри, смертельною для всього живого. Бувши безсмертним, Хірон був приречений тепер вічно зазнавати болю, що його завдає отрута. Пізніше він позбувся страждань, обмінявши своє безсмертя на повернення титана Прометея з Аїду.
Решта кентаврів розбіглися, а Фол, ховаючи своїх убитих Гераклом родичів, вийняв отруйну стрілу, яка випала з його рук і пронизала ногу Фола. Кентавр вмить помер від рани, а Геракл поховав його з почестями, назвавши на честь ненавмисно убитого друга гору.

## Лови вепра
Геракл врешті взявся за лови Еримантського вепра, якого вигнав гучним криком із зарослів і, вискочивши йому на спину, зв'язав ланцюгами. Герой поніс вепра в Мікени, але дорогою довідався про збори аргонавтів у похід. Він скинув зв'язаного вепра на площі та, не чекаючи подальших завдань Еврістея, пішов приєднуватися до аргонавтів, з якими недовго брав участь у їхній подорожі. Ікла вепра пізніше зберігалися в храмі Аполлона в Кумах.

## Трактування міфу про Ерімантського вепра
Вепри здавна були священними тваринами, пов'язаними з Місяцем, оскільки їхні ікла нагадують місячний серп. Імовірно, що на території Греції таністи здійснювали ритуальні вбивства царів, які втратили право на престол, зображаючи собою вепра. Звідси й образ вепра-убивці.
Аналогічно битва Геракла з кентаврами могла відображати битву претендента на царський престол з його ритуальними супротивниками, одягненими в шкури. Можливо також, що в образі кентаврів у міфі відображені горяни Північної Греції, з котрими боролися елліни.